# Torpeda Tp 62
Torpeda Tp 62 – szwedzka torpeda okrętów podwodnych produkowana przez Bofors Underwater Systems.
Pod koniec lat 80. rozpoczęto w Szwecji prace nad torpedą oznaczaną jako Torpedo 2000. Początkowo była to prywatna inicjatywa producenta, której celem było opracowanie następcy eksportowej wersji torpedy Tp 61. W kwietniu 1991 roku do prac włączyła się marynarka wojenna Szwecji, która przekazała 200 mln koron na dokończenie prac i rozpoczęcie produkcji Torpedo 2000.
Torpedo 2000 miała być pierwszą szwedzką torpedą uniwersalna, mogąca zwalczać zarówno cele nawodne jak i podwodne. Konstruując ją wykorzystano doświadczenia zdobyte podczas eksploatacji Tp 61. Torpedo 2000 miała być podobnie jak ona napędzana mieszanina parowo-gazową powstałą podczas reakcji paliwa ciekłego z wysoko stężonym nadtlenkiem wodoru (HTP), ale zdecydowano się na zmianę składu paliwa i rodzaju silnika dzięki czemu udało się zwiększyć zarówno zasięg jak i prędkość. Postanowiono także zmniejszyć masę głowicy bojowej z 240 do 130 kg, dzięki czemu możliwe było zredukowanie masy i wymiarów całej torpedy.
Torpedo 2000 miała głowicę bojową o masie 130 kg. W głowicy bojowej zainstalowane były także czujniki akustyczne. Za głowicą bojową znajdował się przedział elektroniki mieszczący także bęben z kablem łączącym wystrzeloną torpedę z wyrzutnią. Układ samonaprowadzania jest identyczny jak w torpedzie Tp 45, ze względu na większy zasięg i prędkość Torpedo 2000 zwiększono tylko moc obliczeniową jednostki centralnej. Następny przedział mieścił zbiorniki nadtlenku wodoru (utleniacz). W następnym przedziale znajdował się generator, w którym spalane było paliwo (parafina) i silnik. Produkty spalania miały temperaturę 800° napędzały 7-cylindrowy silnik napędzający otunelowany pędnik wodnostrumieniowy za którym znajdują się stery .
Po testach Torpedo 2000 została przyjęta do uzbrojenia szwedzkiej marynarki wojennej pod oznaczeniem Tp 62. Pierwsze seryjne torpedy tego typu zostały dostarczone w 12 czerwca 2001 roku.

## Dane taktyczno techniczne
- Długość: 5,99 m
- Masa: 1340 kg
- Masa głowicy: 150 kg
- Zasięg: 40 km przy prędkości 50 w.